# Epidendrum crenulidifforme
Epidendrum crenulidifforme là một loài thực vật có hoa trong họ Lan. Loài này được L.Sánchez & Hágsater mô tả khoa học đầu tiên năm 2001.